# 慈云阁
39°16′20.5″N 115°46′24.7″E / 39.272361°N 115.773528°E
慈云阁位于中国河北省保定市定兴县城内，1996年被列为第四批全国重点文物保护单位。
慈云阁原称大悲阁，现存建筑为元大德十年（1306年）重建，平面近方形，面阔进深各三间，二层，歇山顶，高13.3米。